# Plus profond !
Pour plus de détails, voir Fiche technique et Distribution.
Plus profond ! (Глубже!) est un film russe réalisé par Mikhaïl Segal, sorti en 2020,,.

## Fiche technique
- Photographie : Eduard Mochkovitch
- Décors : Olga Tsyba
- Montage : Mikhaïl Segal